# Морозы в ноябре 2014 года в Северной Америке
В ноябре 2014 года в Северной Америке прошли экстремальные заморозки и осадки в результате прохождения тайфуна Nuri, образовавшего омега-блок и снежного эффекта Великих озёр. Снежная погода наблюдалась на территории Канады, восточной части США и некоторых штатов западной части США и части северных регионов Мексики.
Данная волна холода была самой тяжелой в регионе после январских морозов 2014 года. Ухудшение погоды сохранится на несколько недель, предположительно до дня благодарения.
Экстремальные погодные явления наблюдаются с 8 ноября 2014 года.

## Причины

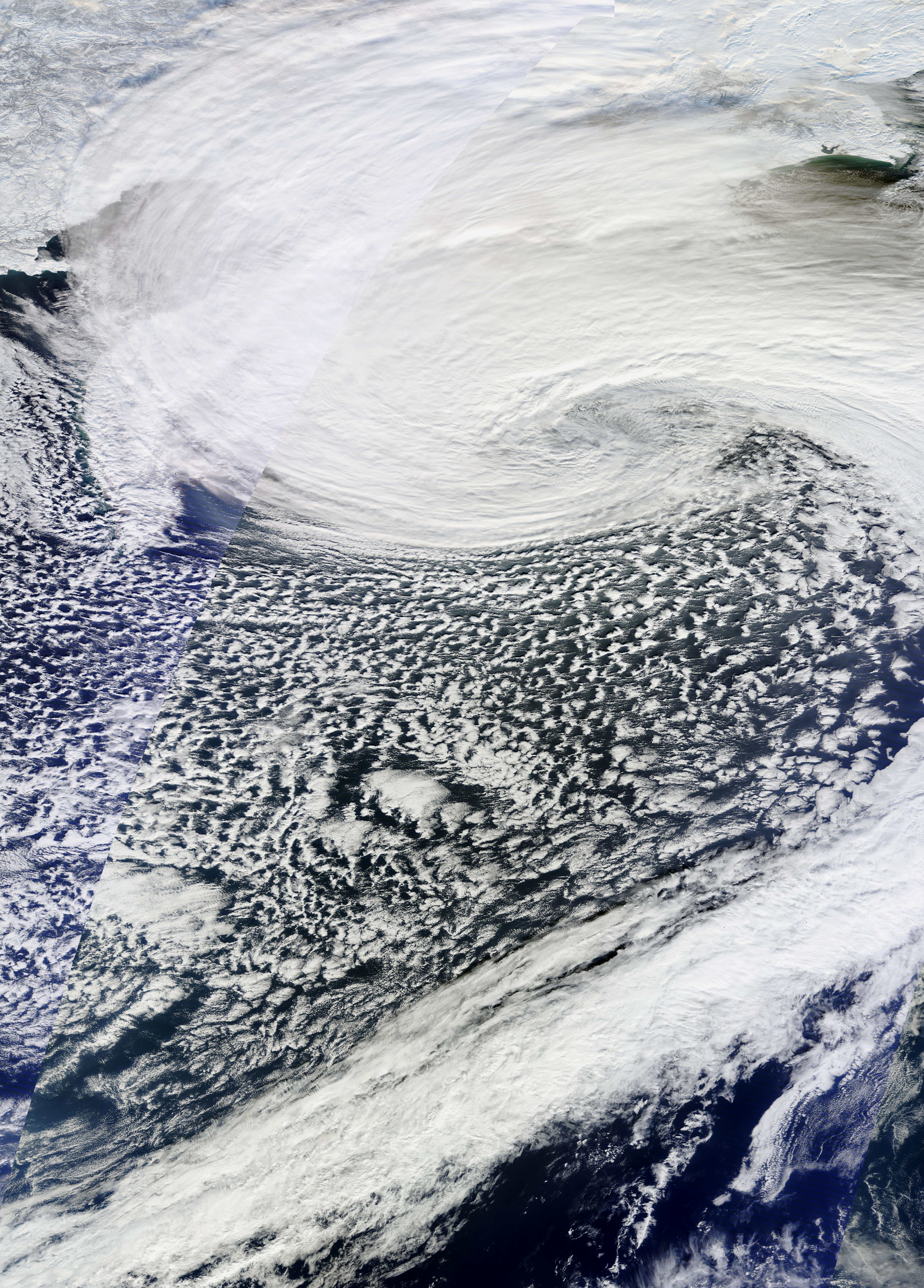
Тайфун Nuri около своего экстратропического пика 8 ноября 2014 года, к югу от Берингова моря. Из-за него началось прохождение волны холода по территории северной Америки.

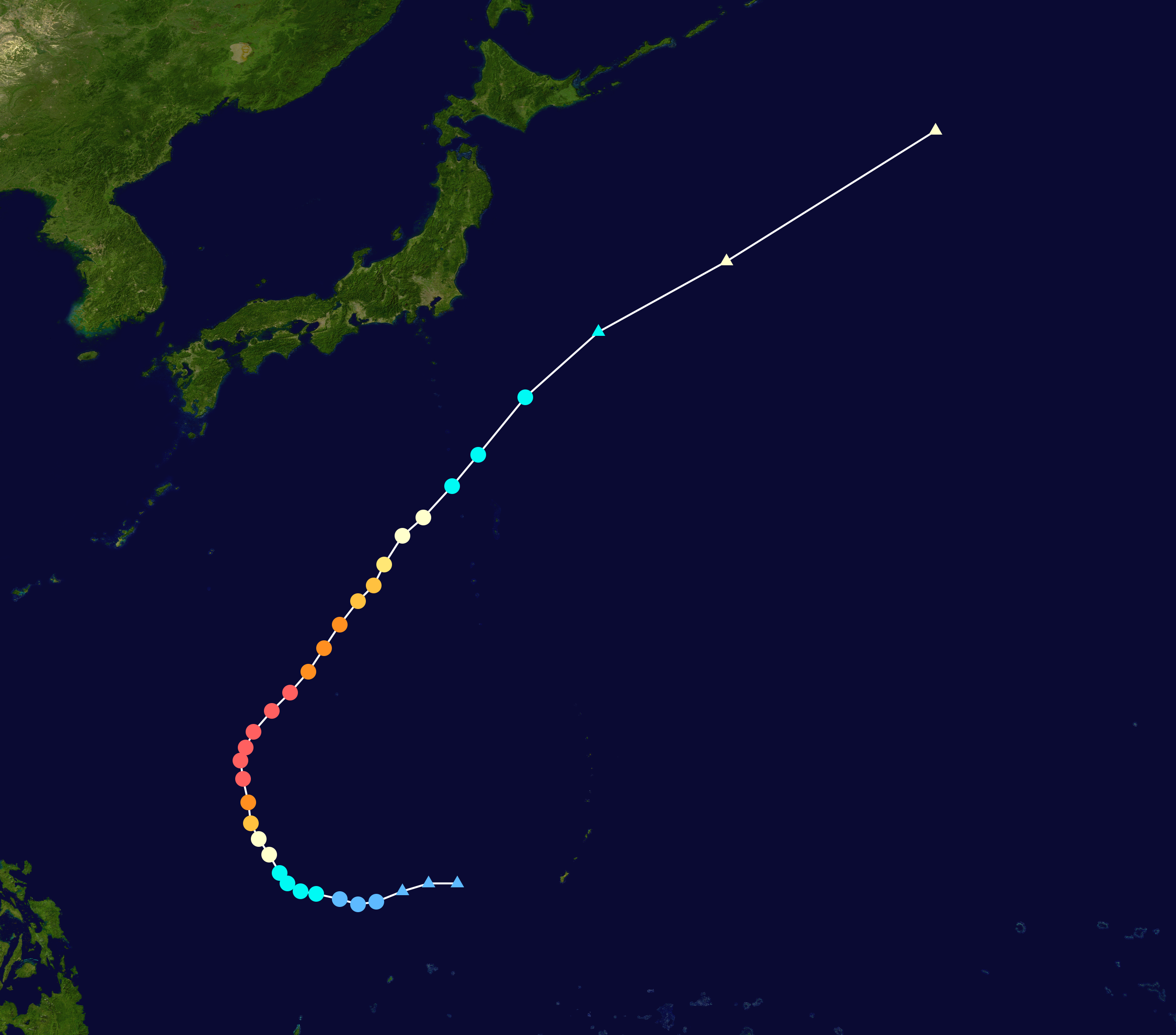
Схема движения тайфуна Nuri.

Северное продвижение тайфуна Nuri от японских островов в сторону Берингова моря изменило высотные струйные потоки, что позволило полярному вихрю опуститься с арктических областей до юга Канады и восточной части США. В зоне проживания около 200 миллионов человек из-за этого наблюдались более низкие, чем обычно, температуры и ранние снегопады. Местами выпали катастрофические объёмы снега, вплоть до годовой нормы осадков за три дня.

## Последствия
Погибло по крайней мере 19 человек.
В некоторых местах США наблюдаются температуры, на 25 градусов Цельсия более низкие чем средние. В St. Cloud, Миннесота выпали рекордные для ноября 33 см снега. В Ishpeming, Мичиган — 62 см. 13 ноября в Casper, Вайоминг наблюдалась рекордно низкая температура для ноября в −27 °F, а в Денвере, Колорадо, в −14 °F, что лишь немного теплее рекордных заморозков для этого месяца.